# Tomàs (nom)
Tomàs significa bessó. Ha arribat a nosaltres a través del grec i del llatí.
Deu la seva popularitat a dos sants. Un dels sants, Tomàs apòstol, va passar a la història per dir "si no ho veig no m'ho crec". És patró dels que dubten i dels que busquen. El seu sant és el 3 de juliol.
L'altre sant és Tomàs d'Aquino, frare dominicà que ordenà la teologia catòlica i que intentà explicar les veritats de la fe. És el patró dels estudiants. El seu sant és el 28 de gener.